# 우드 해리스
우드 해리스(Wood Harris, 1969년 10월 17일 ~ )는 미국의 배우이다.

## 출연 작품
- 리멤버 타이탄
- 블레이드 러너 2049
- 원스 어폰 어 타임 인 베니스
- 9/11
- 크리드 2 - 토니 '리틀 듀크' 버튼 역